# Oona Chaplin
Oona Castilla Chaplin (Madrid, 4 giugno 1986) è un'attrice spagnola.

## Biografia
Figlia di Geraldine Chaplin, seconda figlia del celebre Charlie Chaplin e pronipote del drammaturgo Eugene O'Neill, a 15 anni vinse una borsa di studio in Teatro alla Gordonstaun School, a Elgin, in Scozia, divenendo presto attrice teatrale con la compagnia scolastica, in tournée per tutta la Gran Bretagna. Accettata in seguito alla Royal Academy of Dramatic Art di Londra, la completò nel 2007.  Nel 2008 ha recitato nel film Quantum of Solace.
È nota principalmente per il suo ruolo di Talisa Maegyr nella serie televisiva della HBO Il Trono di Spade. Parla quattro lingue: inglese, francese, italiano e spagnolo.

## Filmografia

### Cinema
- Inconceivable, regia di Mary McGuckian (2008)
- Quantum of Solace, regia di Marc Forster (2008)
- Imago mortis, regia di Stefano Bessoni (2008)
- Pelican Blood, regia di Karl Golden (2010)
- The Devil's Double, regia di Lee Tamahori (2011)
- ¿Para qué sirve un oso?, regia di Tom Fernández (2011)
- The Sorrows, regia di Phoebe Gittins e Arty Papageorgiou (2013)
- What If, regia di Michael Dowse (2013)
- Powder Room, regia di M.J. Delaney (2013)
- Il volo del falco (Aloft), regia di Claudia Llosa (2014)
- Purgatorio, regia di Pau Teixidor (2014)
- La risposta è nelle stelle (The Longest Ride), regia di George Tillman Jr. (2015)
- Dancing for My Havana, regia di Claudio Del Punta (2015)
- Realive, regia di Mateo Gil (2016)
- Anchor and Hope, regia di Carlos Marques-Marcet (2017)
- Lullaby, regia di John R. Leonetti (2022)
- Avatar - Fuoco e cenere (Avatar: Fire and Ash), regia di James Cameron (2025)

### Televisione
- Spooks – serie TV, episodio 6x02 (2007)
- Spooks: Code 9 – serie TV, episodio 1x02 (2009)
- Married Single Other – serie TV, episodi 1x03-1x05-1x06 (2010)
- El Gordo: Una historia verdadera – miniserie TV, 2 episodi (2010)
- The Hour – serie TV, 12 episodi (2011-2012)
- Sherlock – serie TV, episodio 2x01 (2012)
- Il Trono di Spade (Game of Thrones) – serie TV, 11 episodi (2012-2013)
- Dates – serie TV, 5 episodi (2013)
- Inside No. 9 – serie TV, episodio 1x02 (2014)
- The Crimson Field – miniserie TV, 6 episodi (2014)
- Black Mirror – serie TV, episodio Bianco Natale (2014)
- Hoke, regia di Scott Frank – film TV (2014)
- El padre de Caín – miniserie TV, episodi 1x01-1x02 (2016)
- Taboo – serie TV, 8 episodi (2017)
- My Dinner with Hervé, regia di Sacha Gervasi – film TV (2018)
- Sfida al presidente - The Comey Rule (The Comey Rule) – miniserie TV, 2 puntate (2020)
- Made for Love – serie TV, episodio 2x06 (2022)
- Treason – miniserie TV, 5 episodi (2022)

## Doppiatrici italiane
Nelle versioni in italiano delle opere in cui ha recitato, Oona Chaplin è stata doppiata da:
- Valentina Mari in La risposta è nelle stelle, Taboo, My Dinner with Hervé, Treason
- Letizia Scifoni in Imago mortis
- Rossella Acerbo ne Il Trono di Spade
- Gea Riva in Black Mirror
- Mariagrazia Cerullo in Sfida al presidente - The Comey Rule
- Federica Simonelli in Made for Love